# Central Bank of Lesotho

Central Bank of Lesotho är Lesothos centralbank. Banken grundades 1978 Under namnet Lesotho Monetary Authority. Sedan 2000 är banken en självständig organisation för att utforma och genomföra penningpolitiken, underställd Lesothos regering. Huvudkontoret ligger i Maseru.

## Chefer i urval
- Stefan Shoenberg
- Erik Karlsson, 1985–88
- Anthony Mothae Maruping (1944– )